# Periclimenaeus perlatus
Periclimenaeus perlatus is een garnalensoort uit de familie van de Palaemonidae. De wetenschappelijke naam van de soort is voor het eerst geldig gepubliceerd in 1930 door Boone.